# Porter (Maine)
Porter és una població dels Estats Units a l'estat de Maine (EUA). Segons el cens del 2000 tenia 1.438 habitants.

## Demografia
Segons el cens del 2000, Porter tenia 1.438 habitants, 562 habitatges, i 1.410 famílies. La densitat de població era de 17,6 habitants/km².
Dels 562 habitatges en un 31,9% hi vivien nens de menys de 18 anys, en un 54,6% hi vivien parelles casades, en un 12,6% dones solteres, i en un 27% no eren unitats familiars. En el 21,5% dels habitatges hi vivien persones soles el 8% de les quals corresponia a persones de 65 anys o més que vivien soles. El nombre mitjà de persones vivint en cada habitatge era de 2,56 i el nombre mitjà de persones que vivien en cada família era de 2,92.
Per edats la població es repartia de la següent manera: un 25,9% tenia menys de 18 anys, un 8,6% entre 18 i 24, un 28,2% entre 25 i 44, un 24% de 45 a 60 i un 13,4% 65 anys o més.
L'edat mediana era de 38 anys. Per cada 100 dones de 18 o més anys hi havia 93,8 homes.
La renda mediana per habitatge era de 33.802 $ i la renda mediana per família de 37.552 $. Els homes tenien una renda mediana de 25.739 $ mentre que les dones 23.000 $. La renda per capita de la població era de 15.271 $. Entorn del 12,9% de les famílies i el 14,8% de la població estaven per davall del llindar de pobresa.